# San Vito al Torre
San Vito al Torre – miejscowość i gmina we Włoszech, w regionie Friuli-Wenecja Julijska, w prowincji Udine.
Według danych na rok 2004 gminę zamieszkiwało 1300 osób, 118,2 os./km².